# Zodarion bicoloripes
Zodarion bicoloripes är en spindelart som först beskrevs av Denis 1959.  Zodarion bicoloripes ingår i släktet Zodarion och familjen Zodariidae.
Artens utbredningsområde är Algeriet. Inga underarter finns listade i Catalogue of Life.